# توم شو (لاعب كرة قدم أمريكية)
توم شو (بالإنجليزية: Tom Shaw)‏ هو لاعب كرة قدم أمريكية أمريكي، ولد في 1739، وتوفي في 1795.